# 1755
Перша наукова революція •  Просвітництво • Глухівський період в історії Гетьманщини •  Російська імперія

## Геополітична ситуація
В Османській імперії править султан Осман III (до 1757). Під владою османів перебувають Близький Схід та Єгипет, Середземноморське узбережжя Північної Африки, частина Закавказзя, значні території в Європі: Греція, Болгарія і Сербія. Васалами османів є Волощина та Молдова.
Священна Римська імперія охоплює, крім німецьких земель, Угорщину з Хорватією, Трансильванію, Богемію, північ Італії, Австрійські Нідерланди. Її імператор — Франц I (до 1765). Марія-Терезія має титул королеви Угорщини. Королем Пруссії є Фрідріх II (до 1786).
На передові позиції в Європі вийшла Франція, якою править Людовик XV (до 1774). Франція має колонії в Північній Америці та Індії. В Іспанії королює Фернандо VI (до 1759). Королівству Іспанія належать південь Італії, Нова Іспанія, Нова Гранада та Віцекоролівство Перу в Америці, Філіппіни. У Португалії королює Жозе I (до 1777). Португалія має володіння в Бразилії, в Африці, в Індії, в Індійському океані й Індонезії.
Північ Нідерландів займає Республіка Об'єднаних провінцій. Вона має колонії в Північній Америці, Індонезії, на Формозі та на Цейлоні. Великою Британією править Георг II (до 1760). Британія має колонії в Північній Америці, на Карибах та в Індії. Король Данії та Норвегії — Фредерік V (до 1766), на шведському троні сидить Адольф Фредерік (до 1771). На Апеннінському півострові незалежні Венеціанська республіка та Папська область. У Речі Посполитій королює Август III Фрідріх (до 1763). На троні Російської імперії сидить Єлизавета Петрівна (до 1761).
Україну розділено по Дніпру між Річчю Посполитою та Російською імперією. Гетьман України — Кирило Розумовський. Нова Січ є пристанищем козаків. Існує Кримське ханство, якому підвладна Ногайська орда.
В Ірані фактично править династія Зандів при номінальному правлінні сефевіда Ісмаїла III.
Значними державами Індостану є Імперія Великих Моголів, Імперія Маратха. У Китаї править Династія Цін. В Японії триває період Едо.

## Події

### В Україні
- Кошовим отаманом Війська Запорозького обрано Григорія Лантуха.
- Завершилося спорудження Маріїнського палацу в Києві.

### У світі
- Султанат Матарам на Яві розпався на два — Джок'якарту та Суракарту.
- 1 листопада землетрус повністю зруйнував столицю Португалії Лісабон. Загинуло близько 32 тис. людей, понад 100 тис. поранено.
- Зникло Джунгарське ханство.
- Негусом Ефіопії став Йоас I.
- Триває Франко-індіанська війна між британцями та французами в Північній Америці. Обидві метрополії посилають через океан війська на підкріплення своїм поселенцям.
  - Почалася депортація франкомовних жителів Акаді.
  - Британці зупинили французів у битві на озері Джордж.
- Росія згодилася захищати Ганновер від пруссів за 600 тис. фунтів стерлінгів.
- Корсика проголосила незалежність від Генуї. Утворилася Корсиканська республіка. ЇЇ Конституція витримана в дусі Просвітництва.

### Наука і культура
- Іммануїл Кант розробив небулярну гіпотезу.
- Семюел Джонсон опублікував «Словник англійської мови», над яким працював з 1746 року.
- 23 січня засновано Московський університет.
- Леонард Ейлер опублікував «Institutiones calculi differentialis» (Основи диференціального числення).
- Медаль Коплі отримав медик Джон Гаксем.
- Збудовано мечеть Нуросманіє у Стамбулі.

## Вигадані події
- У 1755 році відбуваються події фільму «Пірати Карибського моря: Помста Салазара».

## Народились
див. також Категорія:Народились 1755
- 11 січня — Александер Гамілтон, один з батьків-засновників США, перший секретар казначейства США.
- 10 квітня — Самюель Ганеман, німецький лікар
- 11 квітня — Джеймс Паркінсон, англійський лікар
- 6 червня — Натан Хейл, американський офіцер-патріот

## Померли
див. також Категорія:Померли 1755